# Erythrocercus holochlorus
Az Erythrocercus holochlorus a verébalakúak (Passeriformes) rendjébe, ezen belül az Erythrocercidae családba és az Erythrocercus nembe tartozó faj. 9 centiméter hosszú. Kenya, Szomália és Tanzánia mocsaras területein, nedves erdőiben, bokros területein él. Kis gerinctelenekkel táplálkozik.

## Fordítás
- Ez a szócikk részben vagy egészben  a   Little yellow flycatcher című angol Wikipédia-szócikk fordításán alapul.  Az eredeti cikk szerkesztőit annak laptörténete sorolja fel. Ez a jelzés csupán a megfogalmazás eredetét és a szerzői jogokat jelzi, nem szolgál a cikkben szereplő információk forrásmegjelöléseként.